# Simning vid världsmästerskapen i simsport 2025 – Damernas 400 meter frisim
Damernas 400 meter frisim vid världsmästerskapen i simsport 2025 avgjordes den 27 juli 2025 i World Aquatics Championships Arena i Singapore Sports Hub i Kallang i Singapore.

## Rekord
Inför tävlingens start fanns följande världs- och mästerskapsrekord:
|                   | Namn            | Nation     | Tid     | Ort              | Datum        |
| ----------------- | --------------- | ---------- | ------- | ---------------- | ------------ |
| Världsrekord      | Summer McIntosh | Kanada     | 3.54,18 | Victoria, Kanada | 7 juni 2025  |
| Mästerskapsrekord | Ariarne Titmus  | Australien | 3.55,38 | Fukuoka, Japan   | 23 juli 2023 |

## Resultat

### Försöksheat
Försöksheaten startade klockan 11:40.
| Placering | Heat | Bana | Namn                     | Nationalitet         | Tid     | Noteringar |
| --------- | ---- | ---- | ------------------------ | -------------------- | ------- | ---------- |
| 1         | 3    | 4    | Katie Ledecky            | USA                  | 4.01,04 | 0Q0        |
| 2         | 4    | 5    | Lani Pallister           | Australien           | 4.02,36 | 0Q0        |
| 3         | 3    | 5    | Li Bingjie               | Kina                 | 4.03,11 | 0Q0        |
| 3         | 4    | 4    | Summer McIntosh          | Kanada               | 4.03,11 | 0Q0        |
| 5         | 3    | 6    | Yang Peiqi               | Kina                 | 4.03,36 | 0Q0        |
| 6         | 4    | 2    | Jamie Perkins            | Australien           | 4.04,39 | 0Q0        |
| 7         | 4    | 6    | Isabel Gose              | Tyskland             | 4.05,07 | 0Q0        |
| 8         | 4    | 7    | Maya Werner              | Tyskland             | 4.06,75 | 0Q0        |
| 9         | 3    | 2    | Maria Fernanda Costa     | Brasilien            | 4.07,32 |            |
| 10        | 3    | 1    | Sofia Diakova            | Neutrala idrottare B | 4.08,65 |            |
| 11        | 3    | 7    | Miyu Namba               | Japan                | 4.08,72 |            |
| 12        | 3    | 0    | Ichika Kajimoto          | Japan                | 4.08,79 |            |
| 13        | 2    | 5    | Gan Ching Hwee           | Singapore            | 4.09,81 | 0NR0       |
| 14        | 4    | 1    | Eve Thomas               | Nya Zeeland          | 4.10,10 |            |
| 15        | 4    | 9    | Francisca Martins        | Portugal             | 4.10,16 |            |
| 16        | 4    | 8    | Gabrielle Roncatto       | Brasilien            | 4.10,37 |            |
| 17        | 4    | 0    | Ella Jansen              | Kanada               | 4.11,01 |            |
| 18        | 2    | 3    | Park Hee-kyung           | Sydkorea             | 4.12,86 |            |
| 19        | 3    | 8    | Anastasija Kirpitjnikova | Frankrike            | 4.13,92 |            |
| 20        | 3    | 9    | Bettina Fábián           | Ungern               | 4.14,31 |            |
| 21        | 2    | 8    | Thilda Häll              | Sverige              | 4.16,07 |            |
| 22        | 2    | 2    | Delfina Dini             | Argentina            | 4.16,81 |            |
| 23        | 2    | 4    | Camille Henveaux         | Belgien              | 4.16,93 |            |
| 24        | 1    | 4    | Sasha Gatt               | Malta                | 4.19,36 |            |
| 25        | 2    | 6    | Batbayaryn Enkhkhüslen   | Mongoliet            | 4.19,80 |            |
| 26        | 2    | 7    | María Yegres             | Venezuela            | 4.20,02 |            |
| 27        | 2    | 1    | Hannah Robertson         | Sydafrika            | 4.22,69 |            |
| 28        | 1    | 5    | Kyra Rabess              | Caymanöarna          | 4.23,08 | 0NR0       |
| 29        | 1    | 3    | Jehanara Nabi            | Pakistan             | 4.35,88 |            |
| 30        | 3    | 3    | Erika Fairweather        | Nya Zeeland          | 0DSQ0   | 0DSQ0      |
| 30        | 4    | 3    | Claire Weinstein         | USA                  | 0DNS0   | 0DNS0      |

### Final
Finalen startade klockan 19:33.
| Placering | Bana | Namn              | Nationalitet | Tid     | Noteringar |
| --------- | ---- | ----------------- | ------------ | ------- | ---------- |
| 1         | 6    | Summer McIntosh   | Kanada       | 3.56,26 |            |
| 2         | 3    | Li Bingjie        | Kina         | 3.58,21 | 0AR0       |
| 3         | 4    | Katie Ledecky     | USA          | 3.58,49 |            |
| 4         | 5    | Lani Pallister    | Australien   | 3.58,87 |            |
| 5         | 1    | Isabel Marie Gose | Tyskland     | 4.02,90 |            |
| 6         | 7    | Jamie Perkins     | Australien   | 4.03,20 |            |
| 7         | 2    | Yang Peiqi        | Kina         | 4.06,47 |            |
| 8         | 8    | Maya Werner       | Tyskland     | 4.09,38 |            |